# Zračna perspektiva
Zračna perspektiva se nanaša na učinek, ki ga ima atmosfera na videz predmeta, ki je gledan z razdalje. Videz je znan tudi kot opalescenca. Ker se razdalja med objektom in gledalcem povečuje, se kontrast med objektom in njegovim ozadjem manjša in se tudi kontrast vseh oznak ali podrobnosti v objektu manjša. Predmet je z naraščajočo oddaljenostjo videti modrikast, svetlejši ali bolj rjav (tudi zaradi smoga). Razlog za to je (razpršeni) odsev in (selektivna) absorpcija svetlobnih žarkov z delci zraka, kar je mogoče razložiti s pomočjo fizike. Barve predmeta postanejo tudi manj nasičene in se premikajo proti barvi ozadja, ki je po navadi modra, vendar je lahko pod nekaterimi pogoji še kakšna druga barva (na primer pri sončnem vzhodu ali sončnem zahodu se lahko oddaljene barve premaknejo proti rdeči.) Vse to pa označuje možnost, da lahko umetniki dosežejo želeni učinek na daljavo na svojih slikah z razvrščanjem barvnih vrednosti v modro in belo. Ker barva prispeva k prostorskemu učinku zračne perspektive, jo lahko razumemo kot posebno obliko barvne perspektive.

## Zgodovina
Zračna perspektiva je bila uporabljena pri slikah iz Nizozemske v 15. stoletju, razlago učinkov pa so z različnimi stopnjami natančnosti opisali polihistorji, kot sta Leon Battista Alberti in Leonardo da Vinci. Slednji je uporabil zračno perspektivo na številnih svojih slikah, kot so Mona Lisa in Zadnja večerja. Zračna perspektiva je bila uporabljena v slikah pompejskega drugega sloga, ki je eden od pompejskih slogov, ki je nastal že v 30. pr. n. št.. Pomemben primer je Gardenscape iz Livijine vile, Primaporta, Italija.

## Optika
Vidna svetloba sonca (sončno sevanje z valovno dolžino 0,38 do 0,78 µm), ki pada v zemeljsko ozračje, je mešanica vseh barv. Če žarki zadenejo zračne delce, imajo selektivno absorpcijo ali razpršen odboj. Moč in vrsta absorpcije in odboja sta odvisna od velikosti zračnih delcev in valovne dolžine svetlobe.
Glavna komponenta, ki vpliva na videz predmetov med dnevno svetlobo, je sipanje svetlobe, ki se imenuje difuzno nebesno sevanje v vidno polje gledalca. Sipanje poteka iz molekul zraka in tudi iz večjih delcev v ozračju, kot so vodna para in dim (koprena). Sipanje dodaja nebesno svetlobo kot vijolično svetlost na svetlobo iz predmeta, kar zmanjša kontrast s svetlobo v ozadju. Sipanje po navadi vsebuje več svetlobe kratke valovne dolžine kot druge valovne dolžine (zato se nebo navadno pojavi modro), zato so oddaljeni predmeti modrikasti (za podrobnejšo razlago glej Rayleighovo sipanje). Manjša komponenta je sipanje svetlobe iz vidnega polja gledalca. Pod dnevno svetlobo ta poveča kontrastno izgubo (npr. za bele predmete) ali nasprotno (za temne predmete). Ponoči dejansko ni efekta sevanja (razen, če je luna zelo svetla), tako da sipanje iz vidnega polja postaja glavna komponenta, ki vpliva na videz samo razsvetljenih predmetov. Takšni predmeti imajo kontraste zmanjšane s temnim ozadjem, njihove barve pa rdeče.

## Zakaj zmanjšanje kontrasta zmanjša jasnost
Sposobnost osebe z normalno ostrino vida, da vidi podrobnosti, določa njegova kontrastna občutljivost.  Kontrastna občutljivost je recipročna najmanjšemu kontrastu, v katerem lahko oseba vidi sinusno mrežo. Funkcija kontrastne občutljivosti osebe je kontrastna občutljivost kot funkcija prostorske frekvence. Običajno je najvišja kontrastna občutljivost približno 4 cikle na stopinjo vidnega kota. Na večjih prostorskih frekvencah, ki obsegajo fino in fino linijo, se občutljivost kontrasta zmanjša, dokler pri približno 40 ciklih na stopinjo ne najdemo najsvetlejših svetlih linij in najtemnejših temnih linij.
Visoke prostorske frekvence na sliki dajo fine podrobnosti. Zmanjševanje kontrasta slike zmanjšuje vidnost teh visokih prostorskih frekvenc, ker je kontrastna občutljivost za njih že slaba. Tako zmanjšanje kontrasta lahko zmanjša jasnost slike - tako, da odstrani vse fine podrobnosti.
Pomembno je poudariti, da zmanjšanje kontrasta ni enako kot zameglitev slike. Zameglitev se doseže z zmanjšanjem kontrasta samo na visokih prostorskih frekvencah. Zračna perspektiva zmanjšuje kontrast vseh prostorskih frekvenc

## V umetnosti
V umetnosti, še posebej v slikarstvu, se zračna perspektiva nanaša na tehniko ustvarjanja iluzije globine, ki prikazuje oddaljene predmete kot blede, manj podrobne in po navadi modrejše kot bližje predmete. Od visoke renesanse umetniki poleg centralne perspektive za prikaz globine uporabljajo zračno in barvno perspektivo. Vidno resničnost želijo reproducirati na verodostojen način. Leonardo da Vinci se zaveda, da oddaljeni modri madež in bledica prihajata od zraka. Verjetno je zato prvi opisal ta pojav kot zračno perspektivo.
Akvareli z drugega potovanja Albrechta Dürerja v Italijo so dokaz umetnikovega zaupanja v vizualni vtis. Oddaljene gore slika v svetlo modri, čeprav imajo v resnici (torej v bližini) barve gozda, kamna ali snega.
Zlasti nizozemski baročni slikarji svoje krajinske slike dosledno slikajo iz toplega v hladnega. V ospredju uporabljajo toplo rjavo, rdečo in rumeno, v ozadju hladno modro in zelene barvne gradacije med obema.
Romantični slikarji postavljajo občutek in ponotranjeno doživljanje narave proti treznosti in strogosti klasicizma. Vse bolj se obračajo na krajinsko slikanje. Zračna perspektiva igra glavno vlogo pri prikazovanju občutka osamljenosti in hrepenenja po razdalji.ref>Winfried Nerdinger, Perspektiven der Kunst. Von der Karolingerzeit bis zur Gegenwart, Oldenbourg Schulbuchverlag GmbH, München, Düsseldorf, Stuttgart, 2006, ISBN=978-3-486-87517-1, str. 507</ref>
(Ena previdnost: v splošnem govoru se beseda 'perspektiva' in 'stojišče' pogosto uporabljata izmenično, vendar v umetnosti zračna perspektiva ne pomeni zračnega pogleda, kot je tisti, ki je osnova žanra umetnosti pokrajine iz zraka. Primer Fransa Koppelaarja na sliki je prikazana razlika. Ta krajina je dober primer zračne perspektive, vendar to ni pokrajina iz zraka, saj opazovalec očitno stoji na tleh.)